# Morra de Lechugales
La morra de Lechugales es una montaña del norte de España, situada en el límite regional de Asturias y Cantabria, que constituye el punto culminante del macizo Oriental (o de Ándara) de los Picos de Europa. Tiene una altitud de 2444 m (que la sitúan entre las 40 montañas más altas de Asturias y la 11.ª de Cantabria), una prominencia de 995 m (tercera más prominente de Asturias y primera de Cantabria) y un aislamiento topográfico de 6,34 km (Torre del Tiro del Oso).

## Ruta de ascensión
La ruta más sencilla para acceder a su cumbre se realiza desde el norte, partiendo del pequeño puerto de montaña llamado Jitu Escarandi, entre las localidades de Sotres y Tresviso. La ascensión no presenta grandes dificultades (fácil superior), exceptuando una pequeña parte de unos seis metros en su tramo final en la que se requiere el uso de cuerdas.
Saliendo del Jitu Escarandi comienza la ascensión por una pista por la que en una hora aproximadamente se llega a un refugio, antigua zona minera, el casetón de Ándara. Desde allí se toma un viejo camino llamado de las minas del Evangelista. Al llegar al collado de la Aldea ha de girarse a la derecha en dirección al pico Collado del Grajal, comenzando la ascensión de una canal que algunos mapas denominan El Callejón. Una vez superada, se accede a una campa, dejando a la izquierda La Rasa de la Inagotable hasta llegar al collado del Mojón, desde donde se disfruta de la primera vista de la zona de la Liébana. Dirigiéndose hacia el pico Grajal de Abajo, se roza su cumbre para descender a la Horcada de las Arredondas, punto final de la canal del mismo nombre. En esta zona el camino no siempre es totalmente visible, y han de bordearse las rocas de la crestería por su ladera norte. Desde allí se asciende a la cumbre del  pico Grajal de Arriba, en dirección a la pica del Jierru, que se supera por su ladera suroeste. Sin necesidad de descender al hoyo del Evangelista, y siguiendo una travesía, se accede a la horcada de Lechugales, al alcanzar la cual sólo queda trepar por una chimenea de unos seis metros para llegar a la cumbre.
Las vistas que ofrece el pico son la vertiente este del macizo Central (o de los Urrieles) de los Picos de Europa, así como un dominio total de todo el valle de Liébana y otras alturas del propio macizo Oriental.